# Omar Esparza
Omar Alejandro Esparza Morales (Guadalajara, 21 mei 1988) is een Mexicaans betaald voetballer. Hij speelt als verdediger bij CD Guadalajara, dat hem in 2015 verhuurde aan CF Pachuca.

## Clubcarrière
Esparza maakte op 15 oktober 2005 zijn debuut in de Primera División de México in het eerste elftal van CD Guadalajara. In de wedstrijd tegen CF Monterrey kwam de verdediger elf minuten voor tijd als invaller in het veld. In het seizoen 2006/07 won Esparza met zijn club de Apertura, de eerste seizoenshelft van de Mexicaanse competitie. Sinds 2015 is Esparza actief voor Guadalajara, met tussendoor twee periodes waarin hij verhuurd werd: in 2013 aan San Luis en gedurende het seizoen 2015/16 aan CF Pachuca.

## Interlandcarrière
Esparza won in oktober 2005 met Mexico het wereldkampioenschap voetbal onder 17 in Peru. Op weg naar de finale versloeg Mexico Uruguay (2–0), Australië (3–0, één doelpunt), Costa Rica (3–1) en Nederland (4–0). In de eindstrijd, gehouden in Estadio Naciónal van Lima voor 40.000 toeschouwers, wonnen Los Tricolores met 3–0 van Brazilië, dat daarmee onttroond werd als wereldkampioen. Na een halfuur kopte Carlos Vela de 1–0 binnen. Esparza zelf en Ever Guzmán bepaalden daarna de eindstand op 3–0.
2 Barreiro ·
3 Elbis ·
4 Tapias ·
5 Guzmán ·
6 R. López ·
7 Sagal ·
8 S. Pérez ·
9 J. Pérez ·
10 Cardona ·
11 Ulloa ·
12 García ·
13 Blanco ·
14 Aguirre ·
16 Hernández · 
18 Martínez ·
19 Figueroa · 
21 O. Pérez ·
22 Romero ·
23 Murillo ·
24 P. López ·
25 Peña ·
26 Herrera ·
28 E. Sánchez ·
29 Jara ·
32 A. Sánchez ·
33 Castrejón ·
34 Palacios ·
Coach: Ayestarán